# Hans Nielsen (politiker, 1817-1893)
 For alternative betydninger, se Hans Nielsen. (Se også artikler, som begynder med Hans Nielsen)
Hans Nielsen (født 11. januar 1817 i Dåstrup syd for Roskilde, død 28. maj 1893) var en dansk gårdmand og politiker.
H. Nielsen var søn af gårdejer Niels Olsen i Dåstrup ved Roskilde. Han var elev på Rødding Højskole i 1845 og derefter bestyrer af sin fars gård. Han købte gården i 1852 og var gårdmand indtil 1884 hvor gården gik på tvangsauktion. H. Nielsen solgte lotterisedler i Sorø 1886-1889 og levede senere i fattigdom i København.
H. Nielsen var medlem af Folketinget valgt i København Amts 3. valgkreds (Roskildekredsen) 1852-februar 1853 og 1855-1858. Han stillede op til de fleste folketingsvalg mellem 1849 og 1877 i flere valgkredse men blev ikke valgt andre gange. Han var sognefoged 1853-1865 og medlem af Roskilde Amtsråd 1868-1874.